# Anampses
Genre
Anampses est un genre de poissons téléostéens, de la famille des labridae.

## Liste d'espèces
Selon World Register of Marine Species (26 avril 2014) :
- Anampses caeruleopunctatus Rüppell, 1829
- Anampses chrysocephalus Randall, 1958
- Anampses cuvier Quoy & Gaimard, 1824
- Anampses elegans Ogilby, 1889
- Anampses femininus Randall, 1972
- Anampses geographicus Valenciennes, 1840
- Anampses lennardi Scott, 1959
- Anampses lineatus Randall, 1972
- Anampses melanurus Bleeker, 1857
- Anampses meleagrides Valenciennes, 1840
- Anampses neoguinaicus Bleeker, 1878
- Anampses twistii Bleeker, 1856
- Anampses viridis Valenciennes, 1840

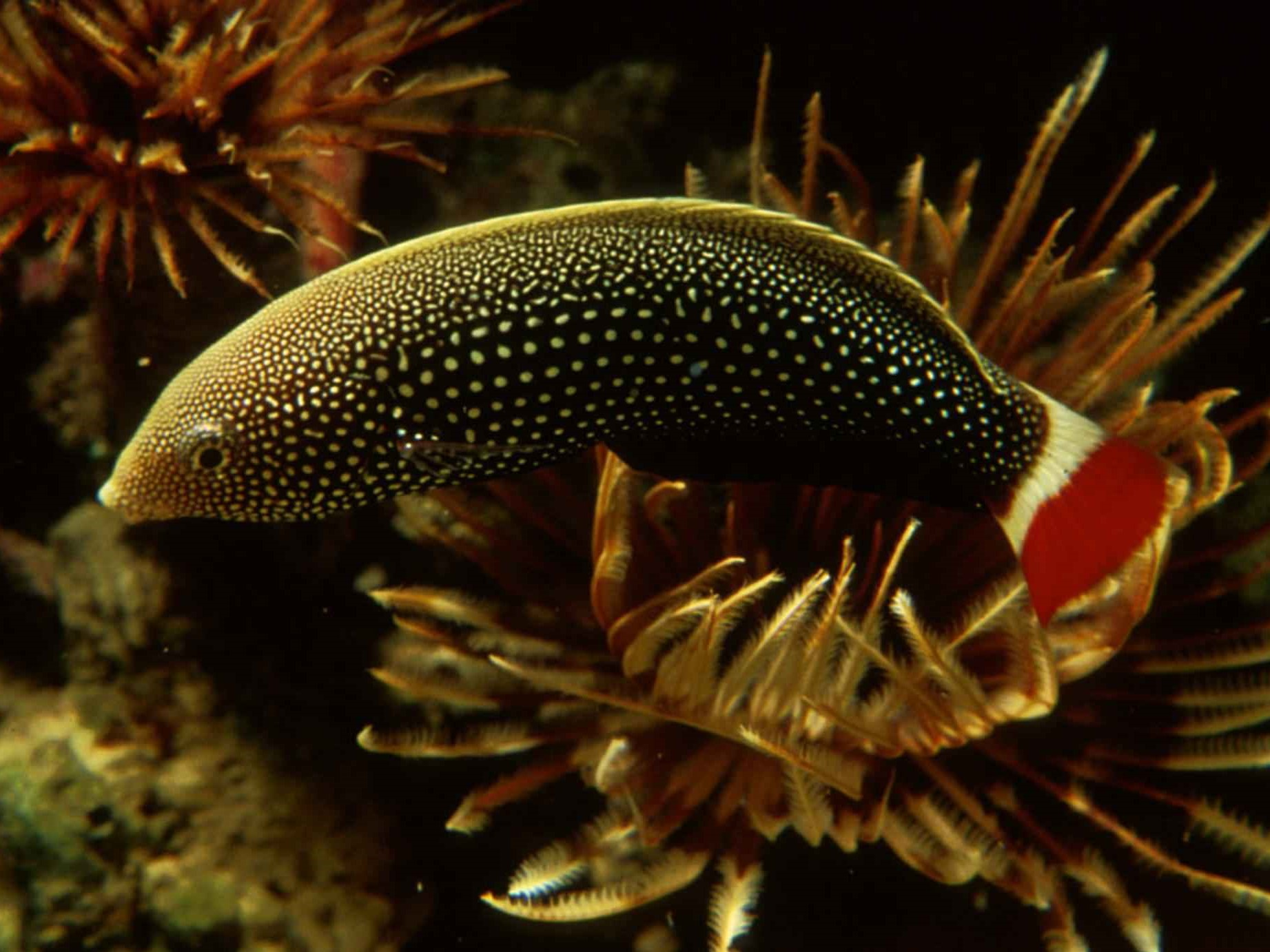
Anampses chrysocephalus
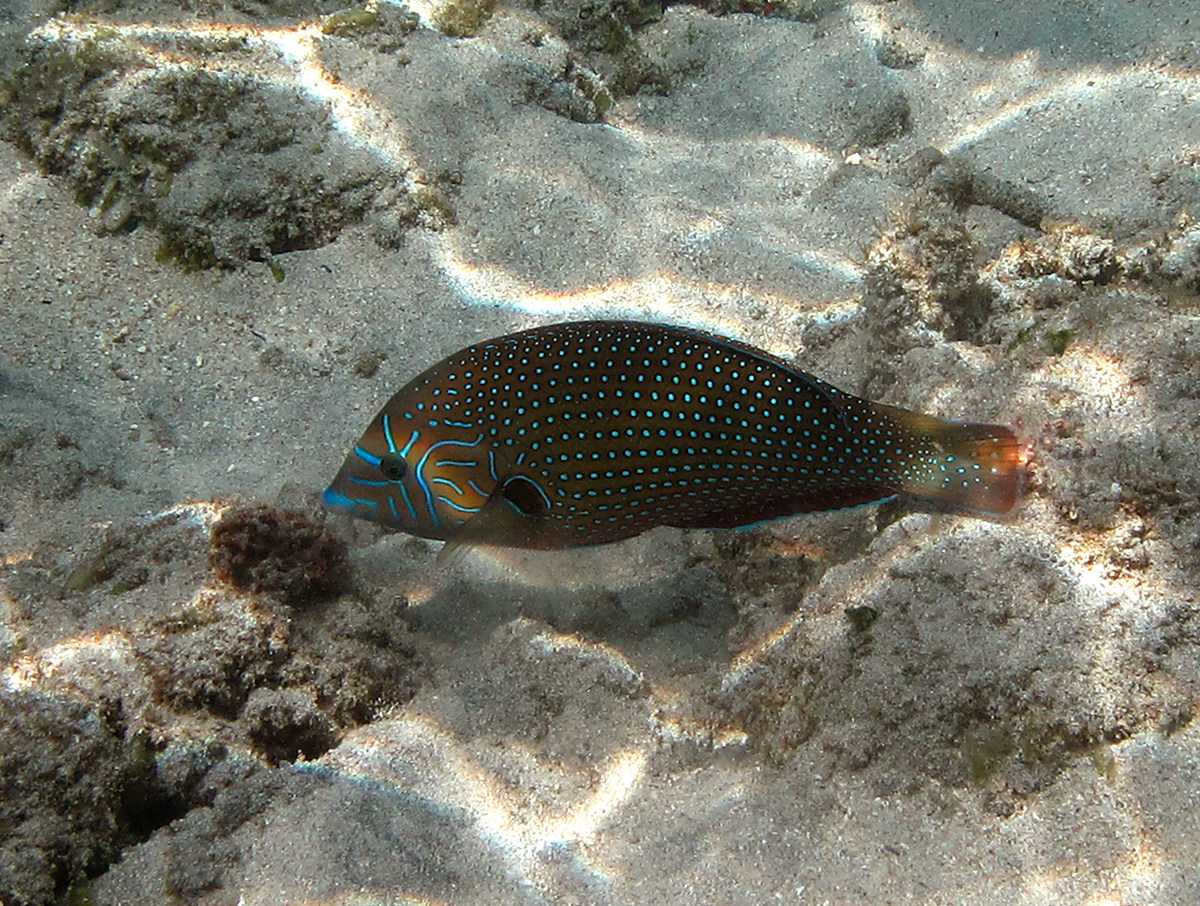
Anampses caeruleopunctatus femelle
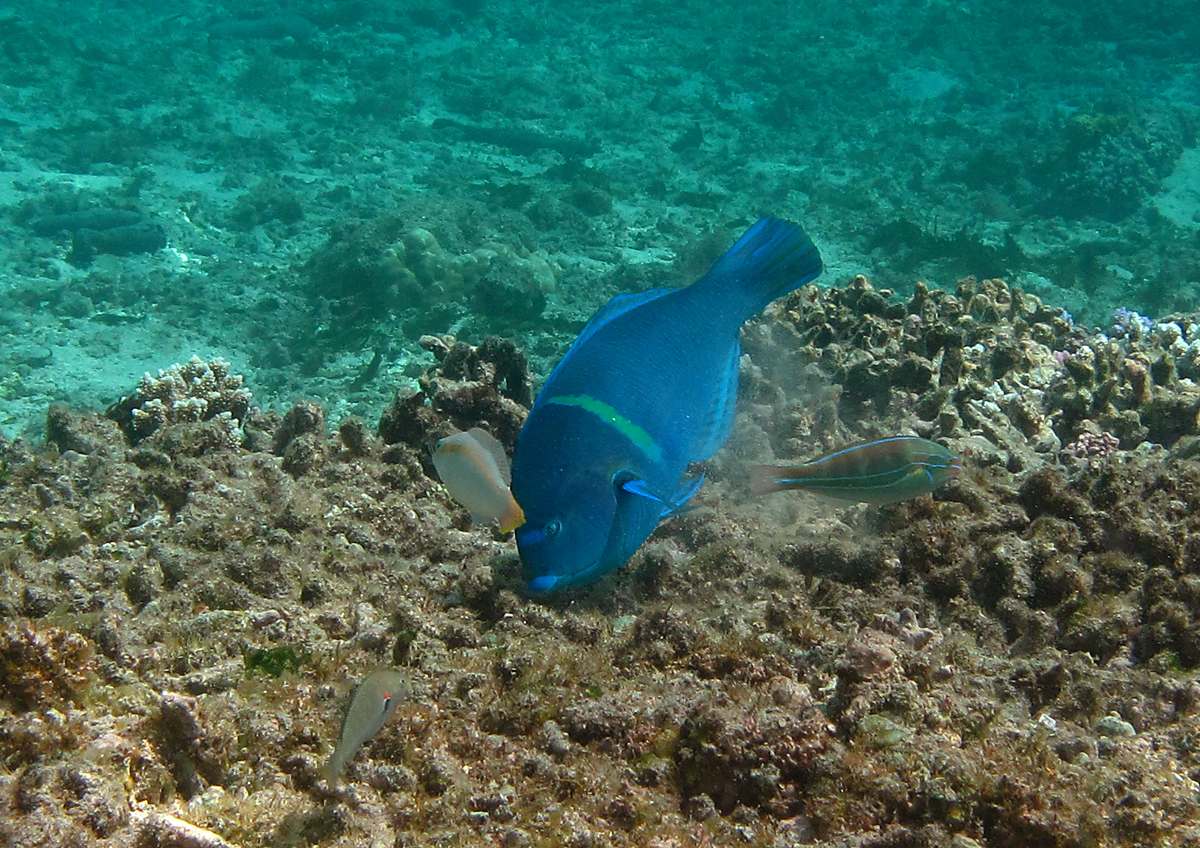
Anampses caeruleopunctatus mâle
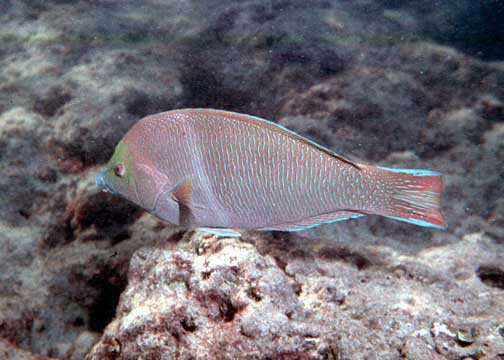
Anampses cuvier
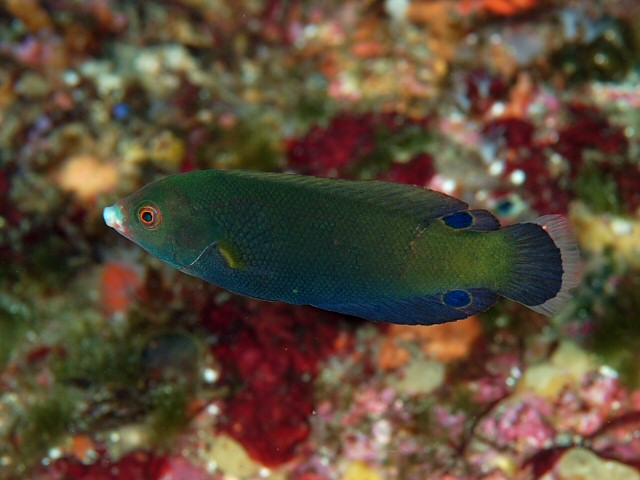
Anampses geographicus
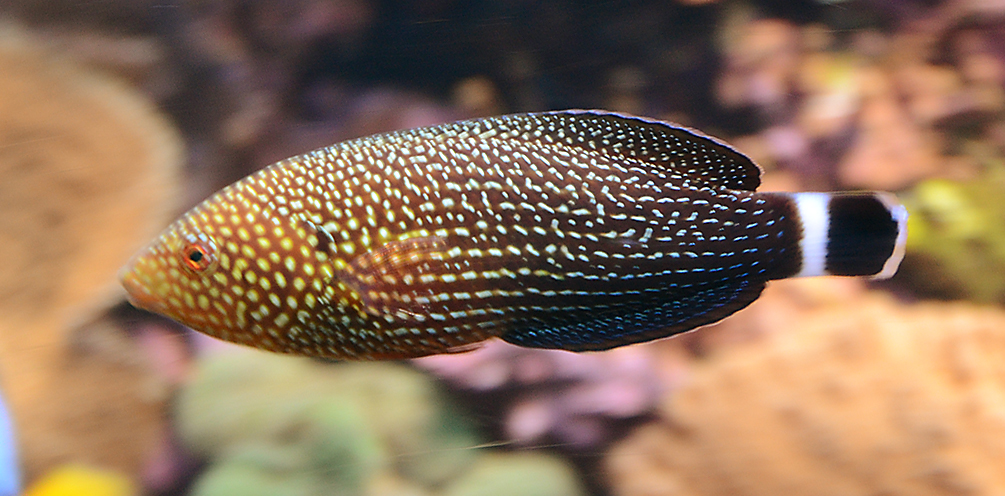
Anampses lineatus
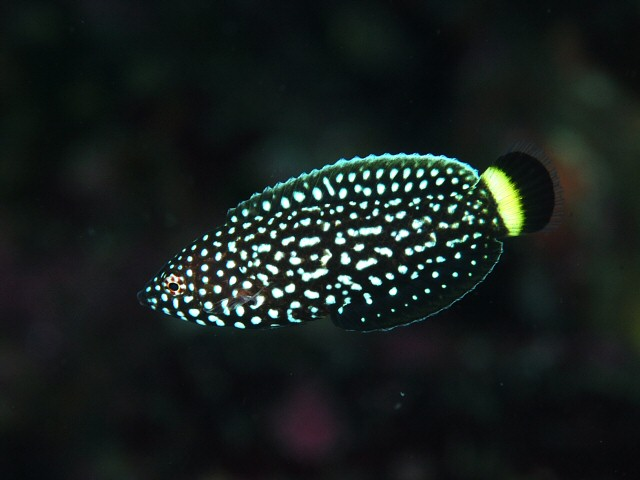
Anampses melanurus
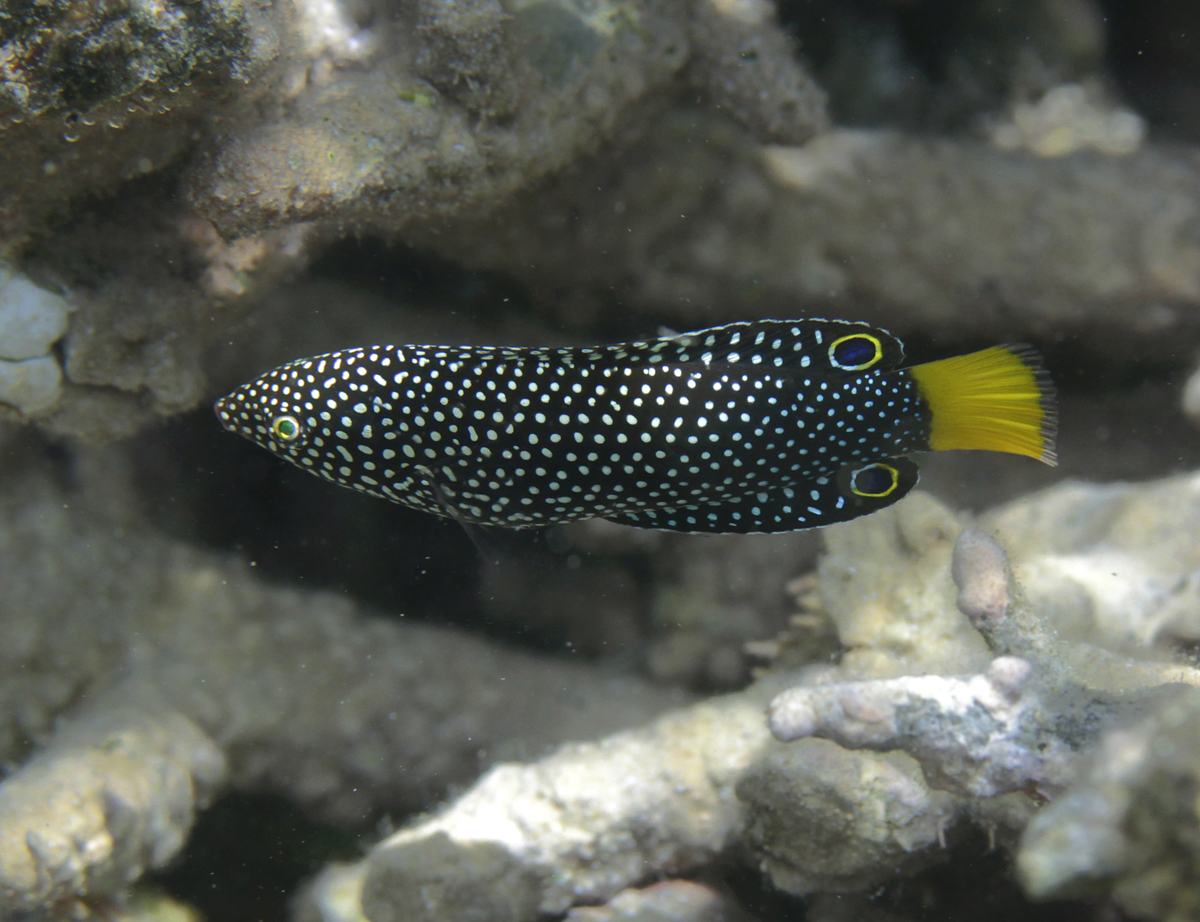
Anampses meleagrides
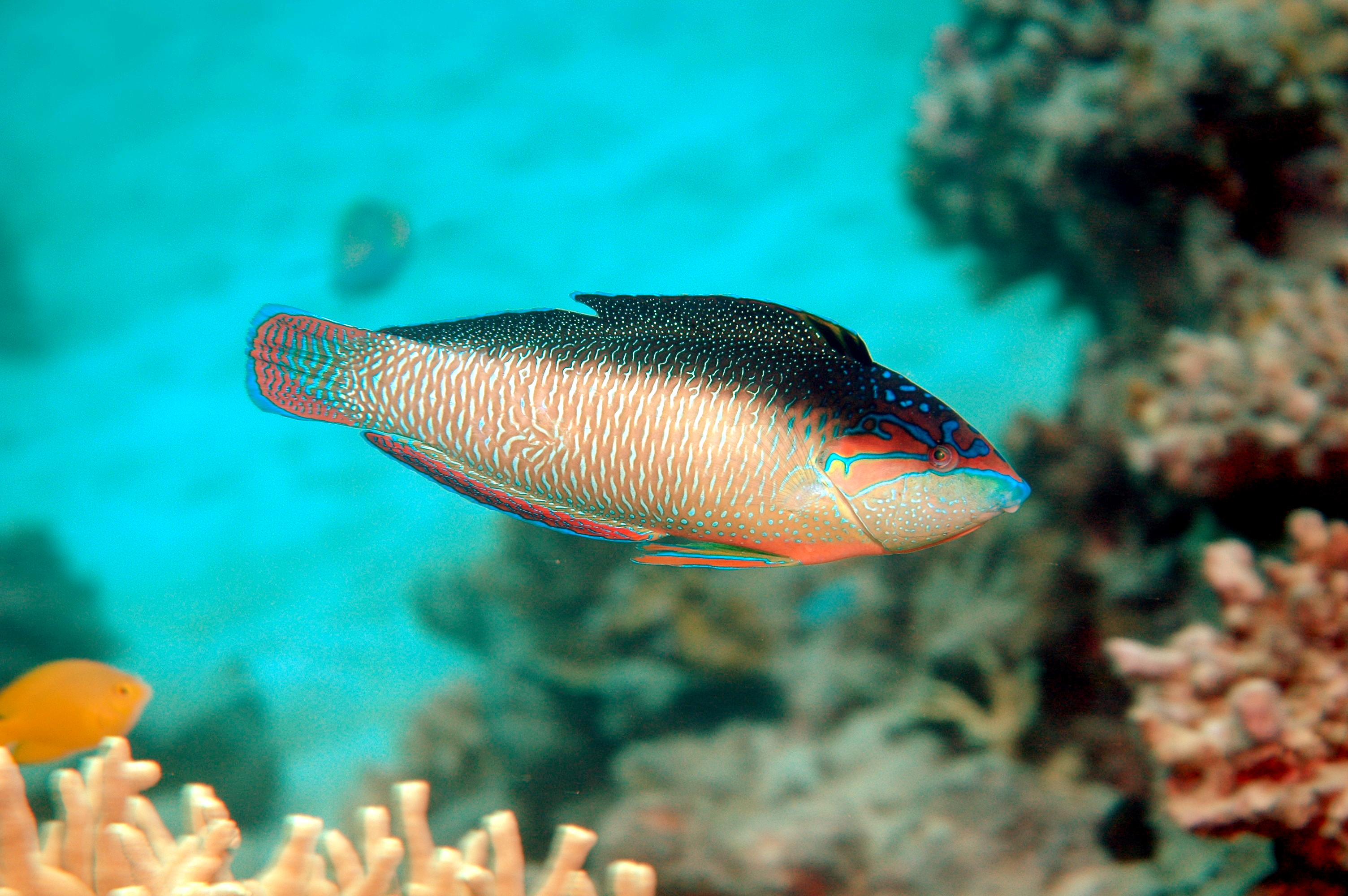
Anampses neoguinaicus
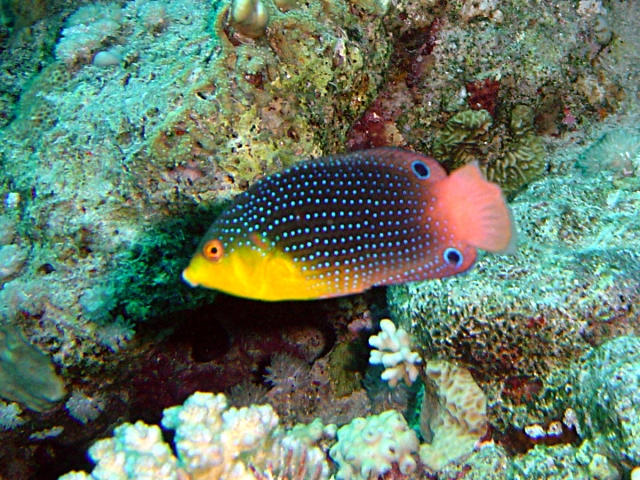
Anampses twistii